# Mazet
Pour les articles homonymes, voir Mazet (homonymie).

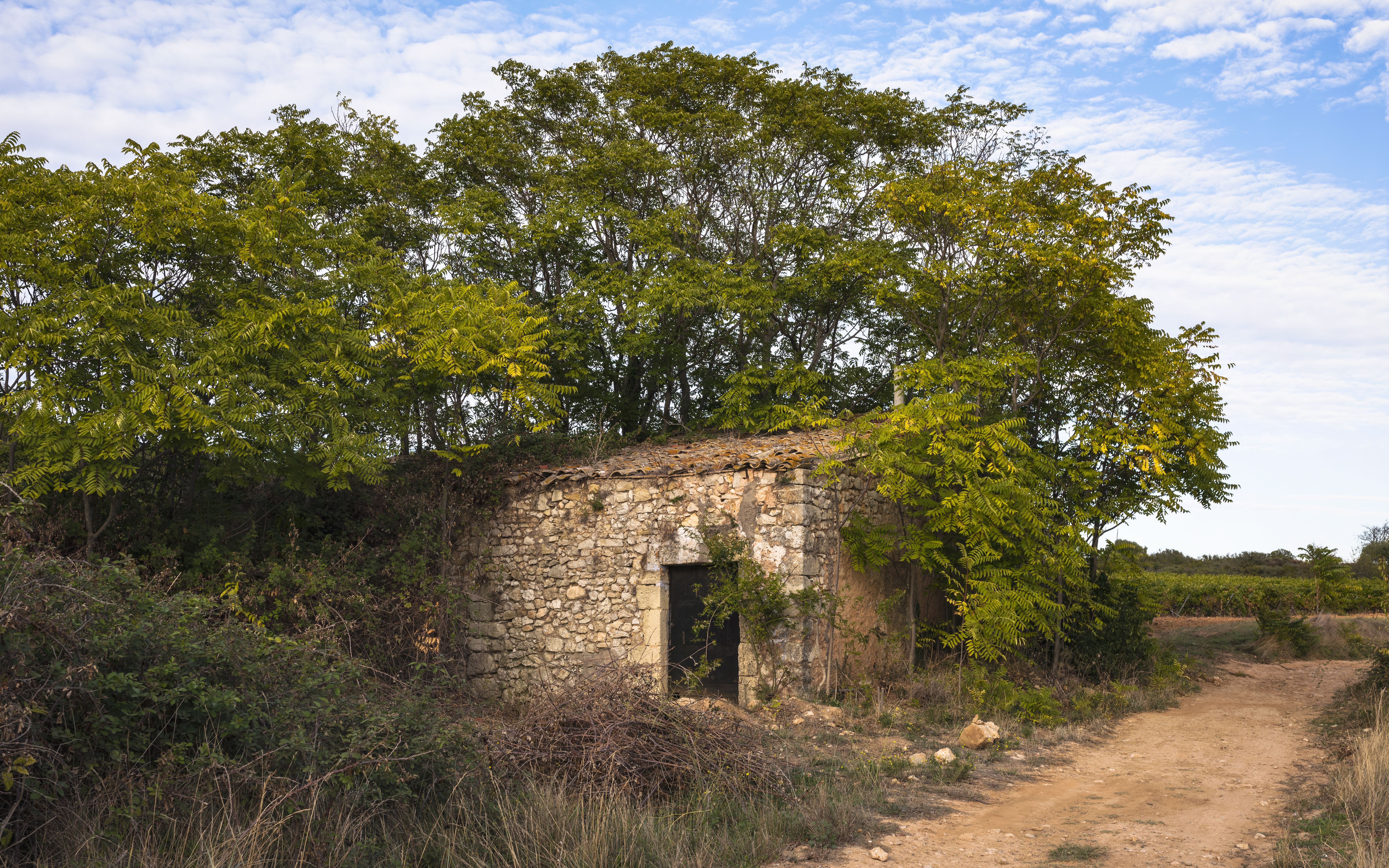
Mazet à Castelnau-de-Guers, dans l'Hérault.

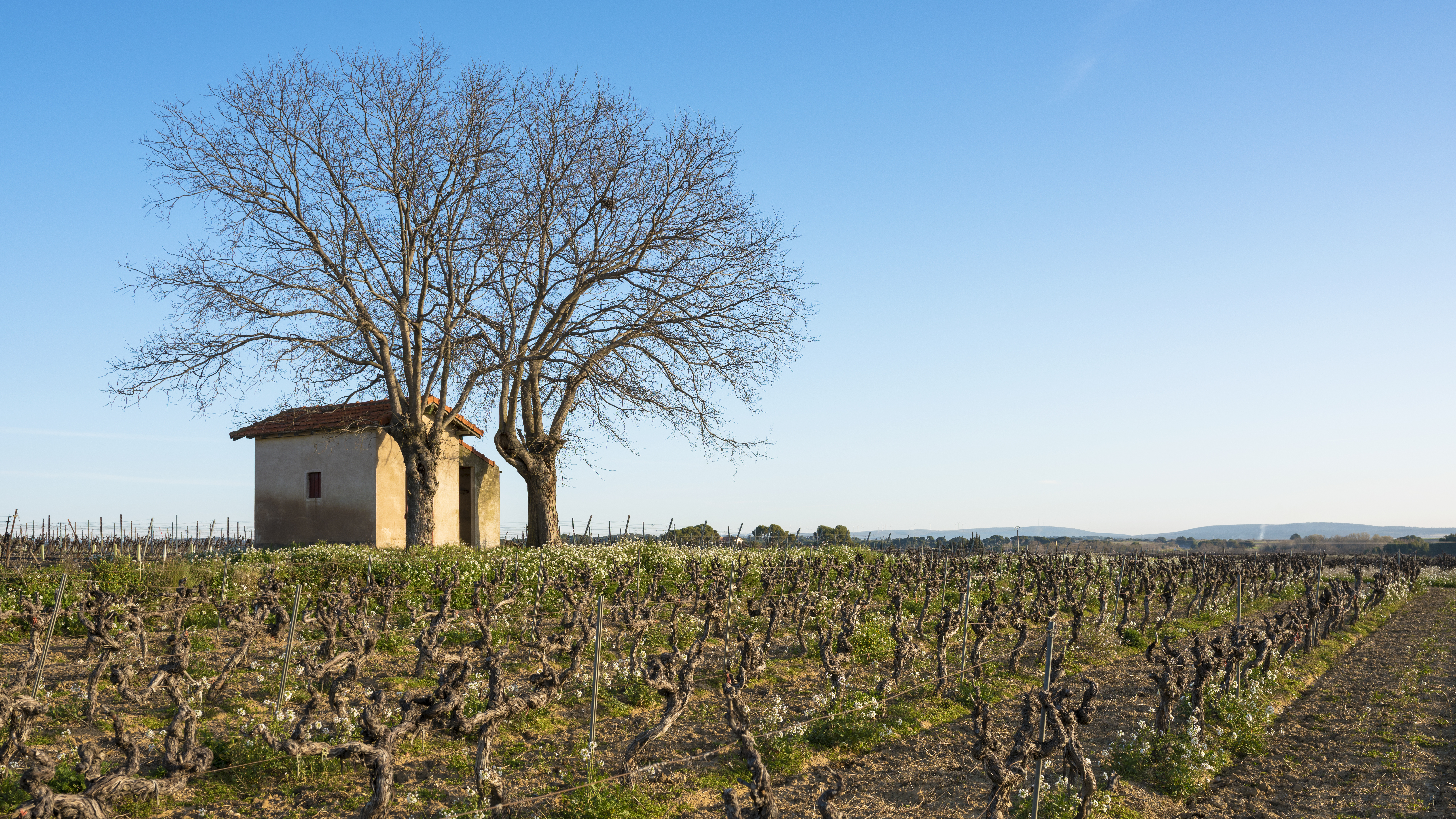
Mazet à Mèze, dans l'Hérault.

Un mazet, ou maset, est une petite construction rurale à pièce unique, en maçonnerie liée au mortier et à couverture de tuiles, que l'on rencontre dans les garrigues du Languedoc, notamment dans les départements du Gard, de l'Ardèche et de l'Hérault, où elle servait autrefois de maisonnette dominicale aux petites gens des bourgs et des villes.

## Origine du terme
Ce terme, diminutif en languedocien de "mas" (« ferme », « mas »), est aujourd'hui figé dans la littérature touristique ou immobilière régionale dans l'acception de maisonnette champêtre, mais il a eu jadis un emploi plus lâche : il désignait ainsi la cabane de pierre sèche à La Vacquerie-et-Saint-Martin-de-Castries dans l'Hérault, une façon de dire que la cabane est, tout comme le maset, une habitation temporaire ou saisonnière.

## Utilisation
Le mazet était au XIXe siècle l’« auxiliaire indispensable du travail agricole » dans les zones d’habitat groupé (les villages) mais aussi dans celles d’habitat dispersé (les mas). Les parcelles cultivées éloignées justifiaient la présence d’un mazet pour ranger les outils, abriter temporairement les hommes et bêtes en cas d’orage, serrer provisoirement la récolte.
Ces petites constructions étaient, en général, très prisées en fin de semaine pour quelque partie de campagne en famille ou entre amis et voisins à la fin du XIXe siècle et au début du XXe.

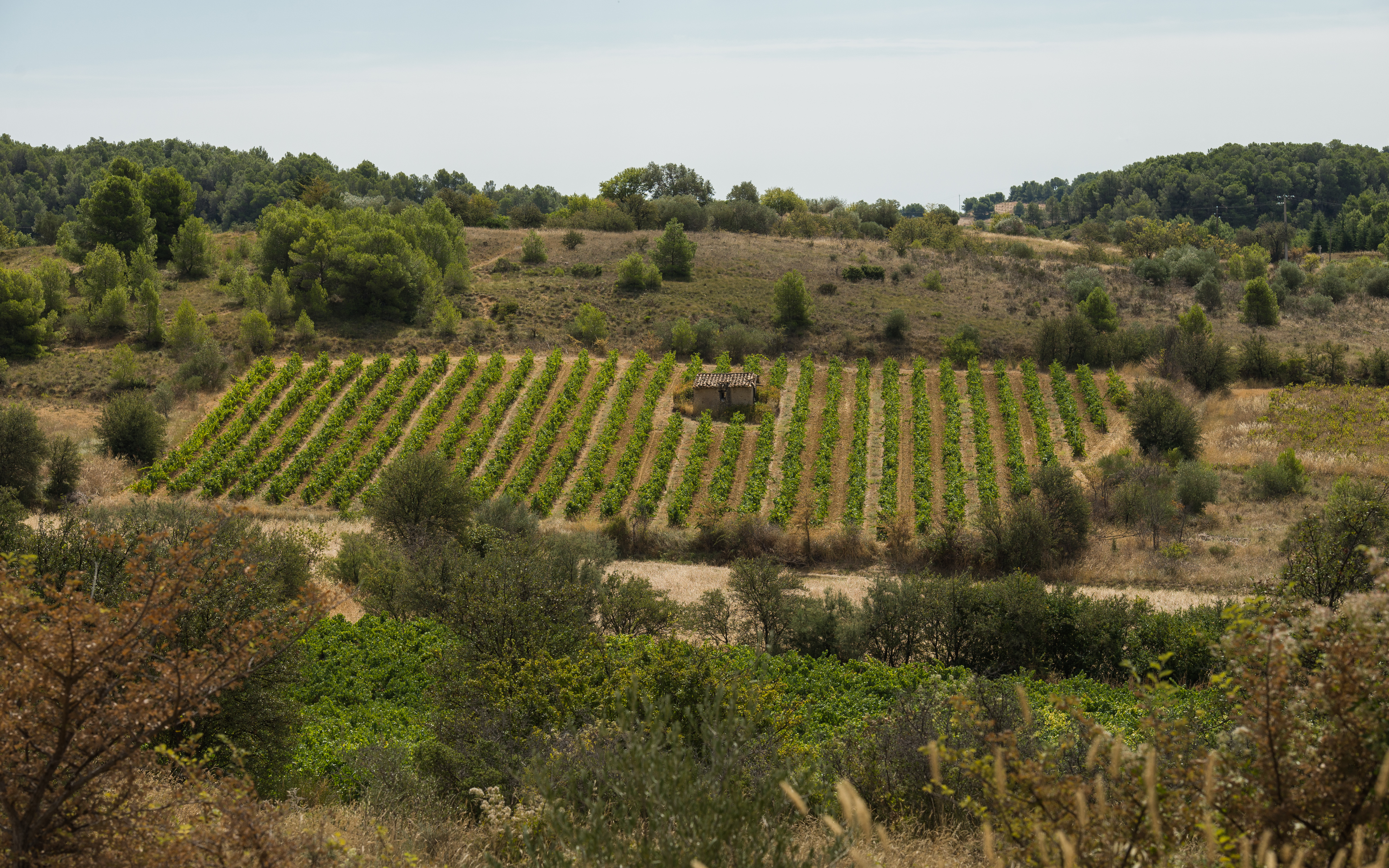
Mazet dans une vigne à Castelnau-de-Guers, dans l'Hérault.

## Masets de l'Uzège

### Plans
La plupart des mazets rencontrés en Uzège sont des bâtiments à pièce unique, de plan rectangulaire ou carré. Certains possèdent un étage avec plancher. La toiture est souvent à deux pentes, mais il existe des toitures à une pente, voire, plus rarement, à quatre pentes (ou en pavillon). Les dimensions varient d’un mazet à l’autre. Elles sont au sol de 3,50 m sur 3,75 m pour les plus petits et 5 m sur 6 m pour les plus grands, avec une hauteur estimée variant entre 3,50 m et 6,50 m. Les ouvertures sont l’entrée (munie d’une porte cloutée, en larges planches) et les fenestrons. Elles regardent principalement le sud, plutôt que le nord à cause du vent. Elles peuvent se trouver aussi bien en pignon qu’en gouttereau, selon la situation de l’édifice par rapport au terrain et au sud.

### Charpentes et couverture
Sur les mazets à toiture à deux pentes, la charpente se réduit à une panne faîtière et, si la profondeur l’exige, à deux pannes intermédiaires en plus de la panne faîtière. La majeure partie des mazets ont leur toiture recouverte de tuiles canal. Quelques-uns ont un toit de tuiles mécaniques. Dans la plupart des cas, les tuiles sont posées sur des chevrons rapprochés. Quelquefois, des voliges s’interposent entre chevrons et tuiles pour assurer l’étanchéité à la poussière. Très rarement, des carreaux de terre cuite (ou parefeuilles) jouent ce même rôle. De grosses pierres posées tout au long des rives et des rampants servent de protection contre le Mistral. Pour protéger les rampants des pignons, les couvreurs font déborder légèrement la rangée de tuiles canal qui les borde. Signe du rang social et économique du propriétaire, une génoise de deux ou trois rangs de tuiles canal vient orner le haut des gouttereaux (voir aussi des pignons dans de rares cas) de certains mazets. Ce dispositif assure l’étanchéité contre la pluie, la neige et le vent entre le haut du mur et les tuiles canal.

### Maçonnerie
Le matériau des murs est constitué par des moellons calcaires d’origine locale : calcaire dur blanc ou gris, calcaire coquillier et calcaire gréseux. La pierre de taille est réservée aux encadrements de baies et aux chaînages d’angle. Sur quelques mazets, les parois extérieures sont enduites d’un mortier de chaux puis d’une couche de chaux bien lissée.

### Ouvertures

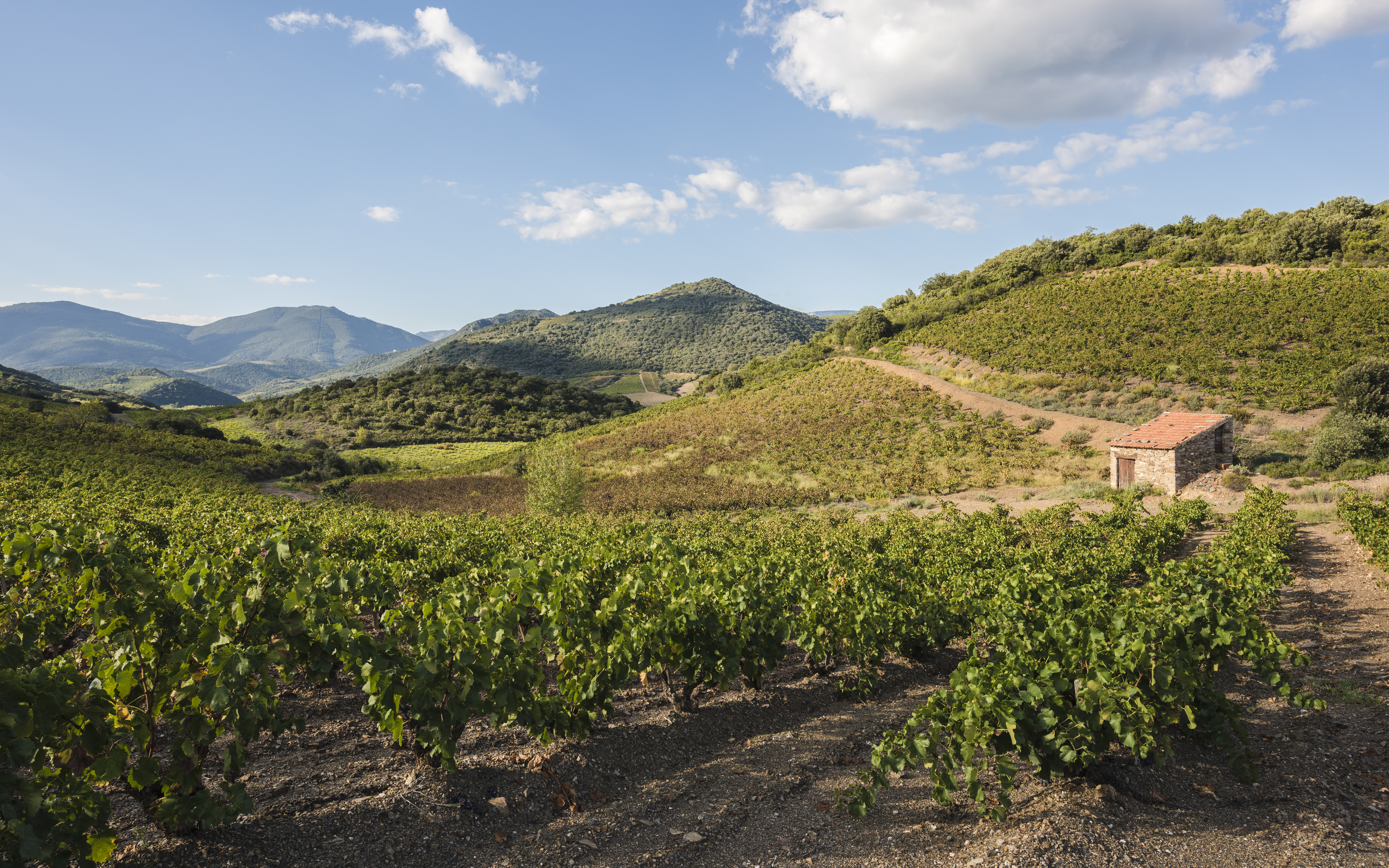
Un mazet dans des vignes à Roquebrun dans l'Hérault.

Portes et fenêtre sont réparties sur le mur regardant le sud, qu’il soit pignon ou gouttereau. Quelques fenestrons éclairent les autres murs, à l’est ou à l’ouest mais jamais au nord en raison du vent froid. On trouve cependant, dans le mur nord, au niveau du grenier, des couvertures rectangulaires très étroites (pour observer les grives ?). Les encadrements des ouvertures sont en pierres de taille. Le linteau de l’entrée ou des fenestrons peut être protégé par une grande pierre plate ou plusieurs placées côte à côte, en saillie sur le mur, en guise de larmier.

### Inscriptions
Les linteaux et piédroits des baies portent de nombreuses inscriptions (initiales de noms, dates). L’ensemble des dates désigne la deuxième moitié du XIXe siècle comme l’âge d’or des mazets : l’agriculture uzégeoise est alors prospère et le propriétaire de parcelles est alors en mesure de faire la dépense, soit des matériaux dans le cas d’une auto-construction, soit des services d’un maçon dans le cas d’un prix-fait. À l’intérieur de certains mazets, des inscriptions indiquent parfois l’état de la récolte d’olives.

### Eau
Les mazets étaient voués à la culture de la vigne et de l’olivier. Pour la culture de la vigne, l’eau sert à faire la bouillie bordelaise pour le sulfatage. D’où les nombreux puits, bassins, citernes rencontrés à l’extérieur, voire à l’intérieur des mazets. Les puits proches du mazet ou accolés à celui-ci ont une voûte en pierre. Ils sont les plus nombreux là où la nappe phréatique est à 5-6 m de profondeur. Là où l’eau est moins présente, on trouve des citernes alimentées par de petits caniveaux en pierre.

### Aménagement intérieur
Il se résume à des niches murales et assez souvent à une cheminée dans un angle, un râtelier pour le foin de la jument ou de l’âne, parfois un évier (dit « pile »). La cheminée d’angle a son âtre surélevé par quelques rangées de pierres et son manteau formé d’une grosse pierre ou d’une poutre ancrée dans les murs.

## Masets de l'Ardèche méridionale
Les mazets du sud de l’Ardèche, qu’il ne faut pas confondre avec les grangettes agricoles, sont d’anciennes maisonnettes du dimanche. Ils se rencontrent à proximité des bourgs ou des villes : Les Vans, Joyeuse, Largentière, Aubenas, Villeneuve-de-Berg, Lablachère.

### Morphologie
Les mazets sont le plus souvent de plan rectangulaire, parfois de plan carré. Ils ont un toit à deux pentes (en bâtière), ou à quatre pentes (en pavillon), couvert généralement de tuiles plates mécaniques, avec les arêtiers et les rampants protégés par des tuiles creuses.

### Murs
Les murs sont toujours crépis au mortier de chaux blanc ou rose et décorés par un enduit ou une peinture à base de colorants minéraux, principalement ocre rouge, ocre orangé. Le décor imite la pierre de taille ou l’appareil de briques. Quand il n’y a pas de génoise, la toiture déborde en périphérie pour protéger l’enduit des murs.

### Entrée et ouvertures
L’entrée est ménagée en pignon. Des fenestrons ou des oculi laissent entrer le jour à l’intérieur mais parfois on trouve de véritables fenêtres avec des volets de couleur.

### Aménagement
Il peut y avoir dans le pignon-façade un pigeonnier, reconnaissable à ses trous d’envol. Souvent, une citerne, alimentée par les chéneaux, permet de conserver l’eau de pluie. À l’intérieur, il y a en général un ou plusieurs petits placards réservés dans les parois, une cheminée d’angle à souche extérieure, un plancher en bois servant de grenier. À proximité immédiate, on peut trouver une tonnelle de fer soutenant une treille de vigne, un banc de pierre, et très rarement un puits à margelle.

### Cadre végétal
Les mazets sont entourés d’arbres et de végétaux plantés lors de la construction (sapin, tilleul, voire palmier).

### Période de construction
D’après les millésimes peints, la nature des matériaux et les enseignements de la tradition orale, leur époque de construction remonte à la première décennie du XXe siècle.

### Occupants
Ces maisonnettes qu’étaient les mazets, sont les ancêtres de la résidence secondaire. Leurs propriétaires, commerçants ou employés des villes, d’origine rurale, y venaient le dimanche, y entretenant une vigne ou un jardin et restant ainsi attachés à leurs racines rurales. Aujourd’hui, les mazets les plus proches des villes ont été absorbés par l’urbanisation, ainsi à Aubenas. Leur abandon, le manque d’entretien, la pousse de la végétation les conduisent à la ruine.

## Devenir
Nombre de mazets ont été transformés en résidences secondaires, devenant illisibles en tant que mazets, mais surtout, depuis une dizaine d’années, nombre d'entre eux ont été entièrement démontés pour approvisionner des bâtiments neufs.
Une réplique de mazet classique avec sa treille a été construite par le peintre Jean-Marie Barre en 2003-2004 sur l'aire d'Ambrussum en bordure de l'autoroute A9.